# Sharp Practice
La Sharp Practice (a barely honest dealing) c.d. "Pratica tagliente" o comportamento tagliente descrive un comportamento subdolo o astuto, lecito ma ai limiti della moralità ed etica.
Ancorché il tema sia nato in ambito legale (modello anglosassone, common law), la pratica è utilizzata spesso - e sempre più - in ambito aziendale, rientrando a tutti gli effetti tra gli strumenti di attacco utilizzati dalla Corporate Warfare.
Difatti, nel contesto delle imprese, le Sharp Practices vengono impiegate per condurre sabotaggi di vario tipo (purché non costituiscano reato) durante le gare internazionali in danno ad un concorrente, per attuare strategie di disinformazione con finalità competitive, fino all’utilizzo improprio dei capitolati.
Tale fenomeno è in costante aumento in tutto il mondo e - parte della dottrina - ritiene che per limitare la diffusione di tali pratiche, le imprese dovrebbero includere nei propri codici etici le sharp practices tra le condotte vietate, prevedendo apposite sanzioni.
Da ultimo, le sharp practices iniziano ad essere studiate anche nell'ambito dell'Intelligence Economica e, specialmente, dalle brache dell'Intelligence competitiva e della Corporate Intelligence. Infatti, queste pratiche sono sempre più sfruttate non solo per limitare l'avversario, ma anche per modificare le percezioni di mercato, mutare la fiducia degli investitori e svolgere operazioni di vantaggio competitivo nei rispettivi settori merceologici di appartenenza.
Infine, le sharp practices si distinguono dalle unfair practices dal momento che queste ultime sono classificate come pratiche scorrette e - pertanto - sono direttamente e legalmente perseguibili.
La materia è strettamente collegata al settore della security management.